# Olympiade japonaise de linguistique

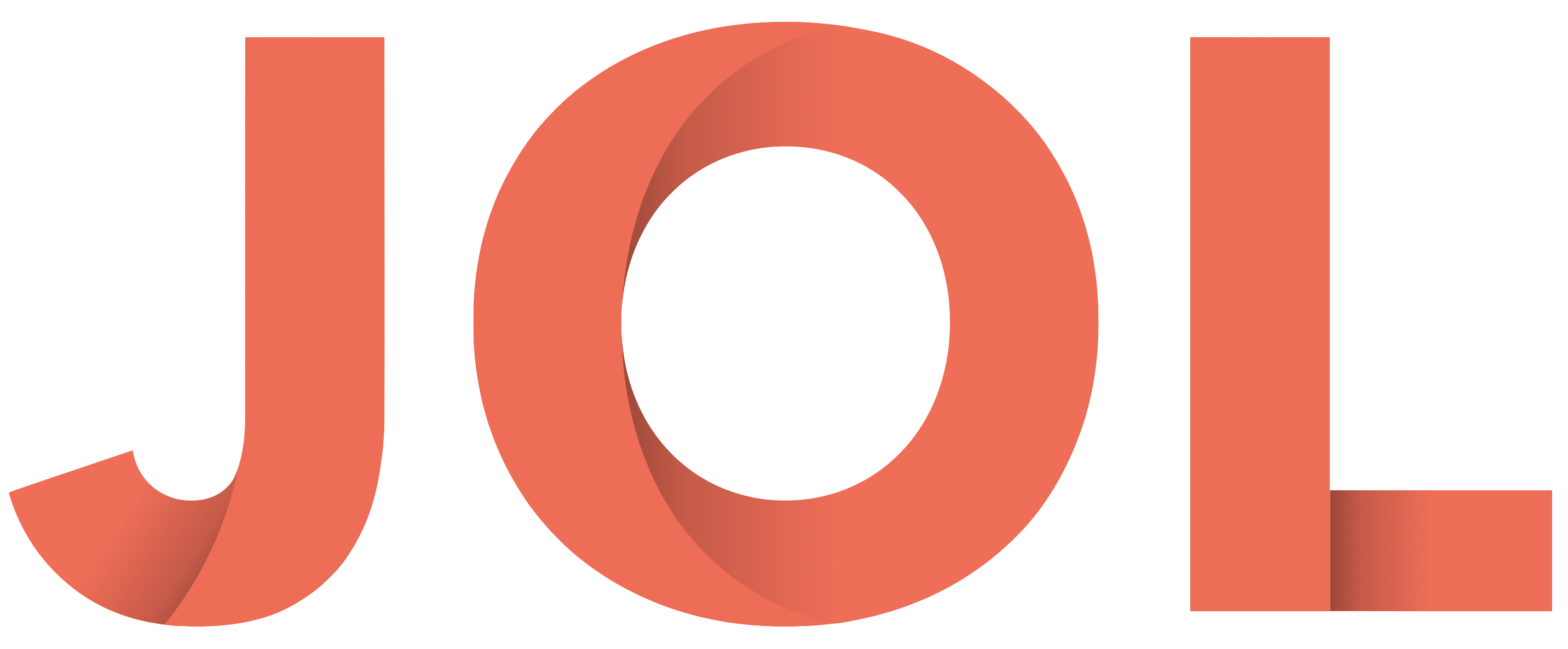
Le logo de l'Olympiade japonaise de linguistique (2020-)

L'Olympiade japonaise de linguistique (en japonais : 日本言語学オリンピック, Nihon-Gengogaku-Orinpikku ou JOL ) est un concours national japonais qui teste la capacité à analyser des langues inconnues. Elle sert également de concours de qualification pour déterminer qui représentera le Japon à l'Olympiade linguistique d'Asie-Pacifique (ja) (APLO) et aux Olympiades internationales de linguistique (IOL). Il se déroule en ligne aux alentours du mois de décembre de chaque année.

## Aperçu

### Contenu du concours
L'objectif des questions est de déduire une règle à partir de données dans une langue inconnue et de la traduction japonaise correspondante,, puis d'utiliser cette règle pour déduire une nouvelle forme de mot dans la langue inconnue. Les questions sont tirées des différentes branches de la linguistique, notamment la phonologie, la morphologie, la syntaxe, les numéraux, la grammatologie et la linguistique comparative. Contrairement à APLO et IOL, il n'est pas nécessaire d'expliquer les règles par écrit ou dans des tableaux, et seule la traduction du japonais vers la langue inconnue ou de la langue inconnue vers le japonais sera notée . Le temps imparti est deux heures, et le système du site officiel de la JOL propose quatre à cinq questions.
| Compétition | Problème | Langue                          | Classification (Pays)                              | Discipline de la linguistique                 |
| ----------- | -------- | ------------------------------- | -------------------------------------------------- | --------------------------------------------- |
| JOL2021     | #1       | Kabyle                          | Langues afro-asiatiques (Afrique du Nord)          | Syntaxe                                       |
| JOL2021     | #2       | Tutuba                          | Langues austronésiennes (Vanuatu)                  | Numéral                                       |
| JOL2021     | #3       | Shaleia                         | Langue construite                                  | Syntaxe                                       |
| JOL2021     | #4       | Mapudungun                      | Langues araucaniennes (Chili, Argentine)           | Morphologie, Prosodie                         |
| JOL2020     | #1       | Arabe                           | Langues afro-asiatiques (Arabie ~ Afrique de Nord) | Grammatologie, Mots aléatoires correspondants |
| JOL2020     | #2       | Evenki                          | Langues toungouses (Sibérie)                       | Phonologie, Linguistique comparée             |
| JOL2020     | #2       | Orotche                         | Langues toungouses (Sibérie)                       | Phonologie, Linguistique comparée             |
| JOL2020     | #2       | Nanaï                           | Langues toungouses (Sibérie)                       | Phonologie, Linguistique comparée             |
| JOL2020     | #3       | Basque                          | Isolat (Espagne, France)                           | Phonologie                                    |
| JOL2020     | #4       | Live                            | Langues ouraliennes (Lettonie)                     | Sémantique, Mots aléatoires correspondants    |
| JOL2020     | #5       | Ourdou                          | Langues indo-européennes (Pakistan, Inde)          | Syntaxe                                       |
| JOL2019     | #1       | Coréen                          | Langues coréennes (Péninsule de Corée)             | Grammatologie                                 |
| JOL2019     | #2       | Japonais                        | Langues japoniques (Japon)                         | Phonologie                                    |
| JOL2019     | #3       | Finnois                         | Langues ouraliennes (Finlande)                     | Phonologie                                    |
| JOL2019     | #4       | Inuktitut                       | Langues eskimo-aléoutes (Canada)                   | Syntaxe                                       |
| JOL2019     | #5       | Youkaguir de la Kolyma          | Youkaguir (Sibérie)                                | Syntaxe                                       |
| JOL2018     | #1       | Anglais                         | Langues indo-européennes                           | Grammatologie                                 |
| JOL2018     | #1       | Tchèque                         | Langues indo-européennes (Tchéquie)                | Grammatologie                                 |
| JOL2018     | #1       | Polonais                        | Langues indo-européennes (Pologne)                 | Grammatologie                                 |
| JOL2018     | #1       | Suédois                         | Langues indo-européennes (Suède)                   | Grammatologie                                 |
| JOL2018     | #2       | Bedja                           | Langues afro-asiatiques (Afrique du nord-est)      | Syntaxe, Mots aléatoires correspondants       |
| JOL2018     | #3       | Nanaï                           | Langues toungouses (Sibérie)                       | Morphologie, Morphologie du verbe             |
| JOL2018     | #4       | Vieux turc Alphabet de l'Orkhon | Langues turciques (Asie centrale)                  | Grammatologie, Phonologie                     |
| JOL2018     | #5       | Mongol                          | Langues mongoles (Mongolie, Chine)                 | Grammatologie, Mots aléatoires correspondants |
| JOL2018     | #5       | Tibétain                        | Langues sino-tibétaines (Chine)                    | Grammatologie, Mots aléatoires correspondants |
| JOL2017     | #1       | Russe                           | Langues indo-européennes (Russie)                  | Morphologie                                   |
| JOL2017     | #2       | Frioulan                        | Langues indo-européennes (Italie)                  | Morphologie                                   |
| JOL2017     | #3       | Mongol                          | Langues mongoles (Mongolie, Chine)                 | Analyse de texte                              |
| JOL2016     | #1       | Somali                          | Langues afro-asiatiques (Somalie)                  |                                               |
| JOL2016     | #2       | Slovène                         | Langues indo-européennes (Slovénie)                |                                               |

### Histoire
La première IOL a eu lieu à Borovets, en Bulgarie, en 2003, et la première équipe nationale japonaise à participer à une IOL a eu lieu à Ljubljana, en Slovénie, en 2012.
Les épreuves nationales de qualification visant à sélectionner les huit membres qui représenteront le Japon à l'IOL ont débuté en avril 2016, et leur nom initial était Épreuve écrite de qualification pour la sélection des représentants japonais aux Olympiades internationales de linguistique (国際言語学オリンピック日本代表選抜筆記試験).
Depuis la première APLO en mai 2019, les JOL servent également d'examen national de qualification pour sélectionner les représentants japonais à l'APLO ; à partir des JOL 2020, le nom officiel de l'événement a été changé en Olympiade japonaise de linguistique et le calendrier de l'événement a été déplacé à la fin du mois de décembre, l'année précédant celle où l'événement est nommé. En raison de la propagation du nouveau coronavirus, le JOL2021 a été organisé en ligne. En outre, à partir de cette année, un quota d'observateurs (競技参加枠) a été ajouté, sans restriction d'éligibilité. Le quota d'observateurs a été renommé quota ouvert (オープン枠) à partir de JOL2022.

### Organisation
- Organisateur : Comité Japon des Olympiades Internationales de Linguistique [8]
- Opération : NPO International Education Cooperation Association [8]

### Autres
De nombreux autres concours inclus dans les Olympiades internationales de sciences ont leurs concours de qualification japonais (par exemple, l'Olympiade japonaise de mathématiques, l'Olympiade japonaise d'informatique) inclus dans le comité des olympiades japonaises des sciences (日本科学オリンピック委員会) soutenu par l'Agence japonaise des sciences et de la technologie (科学技術振興機構), mais l'Olympiade japonaise de linguistique n'en fait pas partie. Le Grand Prix japonais d'éthique et de philosophie (日本倫理・哲学グランプリ) , épreuve japonaise de qualification pour les Olympiades internationales de philosophie, n'est pas non plus inclus.

## Admissibilité
Il existe deux types de quotas : le quota sélectif (選抜枠) et le quota ouvert (オープン枠).
Pour être éligible au quota sélectif, un joueur doit être âgé de moins de 20 ans et ne pas être en formation universitaire au moment de la prochaine compétition individuelle de l'IOL. Les meilleurs résultats du quota sélectif seront qualifiés pour représenter le Japon à l'APLO au printemps de l'année suivante, et les huit meilleurs résultats de l'APLO seront qualifiés pour représenter le Japon à l'IOL en été.
Il n'y a aucune restriction quant à l'éligibilité pour le quota ouvert, ce qui signifie que les étudiants universitaires, les personnes âgées de plus de 20 ans et les étrangers peuvent participer.
Les frais d'examen, tant pour le quota sélectif que pour le quota ouvert, s'élèvent à 3000 yens. Les recettes seront utilisées pour subventionner l'inscription d'étudiants qui représenteront le Japon à l'IOL.

## Résultats des compétitions

### JOL
À partir de JOL 2019, des prix d'or (un 18e des meilleurs), d'argent (un 6e des meilleurs), de bronze (un tiers des meilleurs) et des mentions honorables (supérieur à la moyenne) sont décernés aux concurrents en fonction de leurs performances. Les personnes ayant obtenu les meilleurs résultats seront invitées à APLO.
| Compétition | Date de l'événement       | Nombre de candidats       | Nombre de participants    | Prix d'or | Prix d'argent | Prix de bronze | Prix des mentions honorables | Nombre de APLO-finalistes |
| ----------- | ------------------------- | ------------------------- | ------------------------- | --------- | ------------- | -------------- | ---------------------------- | ------------------------- |
| JOL2022     | Mercredi 29 décembre 2021 | Indécis (quota sélectif)  | Indécis (quota sélectif)  |           |               |                |                              |                           |
| JOL2022     | Mercredi 29 décembre 2021 | Indécis (quota ouvert)    |                           |           |               |                |                              |                           |
| JOL2021     | Lundi 28 décembre 2020    | 178 (quota sélectif)      | 178 (quota sélectif)      | 10        | 22            | 31             | 22                           | 31                        |
| JOL2021     | Lundi 28 décembre 2020    | 67 (quota d'observateurs) | 67 (quota d'observateurs) | 2         | 13            | 10             | 8                            | -                         |
| JOL2020     | samedi 28 décembre 2019   | 199                       | 155                       | 11        | 17            | 27             | 25                           | 21                        |
| JOL2019     | dimanche 24 mars 2019     | 135                       | 115                       | 6         | 14            | 18             | 25                           | 8                         |
| JOL2018     | dimanche 25 mars 2018     |                           | 56                        |           |               |                |                              | -                         |
| JOL2017     | dimanche 26 mars 2017     |                           |                           |           |               |                |                              | -                         |
| JOL2016     | avril 2016                |                           |                           |           |               |                |                              | -                         |

### APLO
L'Olympiade linguistique d'Asie-Pacifique (ja) (APLO) est une compétition destinée aux étudiants des pays de la région Asie-Pacifique, qui se déroule dans différents lieux des pays participants. En 2021, le  Japon, la  Chine,  Hong Kong,  Taïwan, la  Corée du Sud et la  Malaisie sont des participants à part entière, tandis que le  Canada (Anglophone), la  Colombie, l' Inde, la  Roumanie,  Singapour et l' Ukraine sont des participants invités. Dans le passé, le  Bangladesh, le  Népal et l' Ukraine étaient des participants réguliers, et la  Lettonie et la  Russie des participants invités. Au Japon, le concours fait office de deuxième tour virtuel pour sélectionner les huit représentants qui participeront à l'Olympiade internationale de linguistique. Des prix sont décernés aux huit premiers de chaque pays participant.
| Tournoi  | date de l'événement        | Nombre de participants du Japon | Prix d'or | Prix d'argent | Prix de bronze | Prix des mentions honorables |
| -------- | -------------------------- | ------------------------------- | --------- | ------------- | -------------- | ---------------------------- |
| APLO2022 | dimanche 10 avril 2022     |                                 |           |               |                |                              |
| APLO2021 | dimanche 28 mars 2021      | 31                              | 1         | 3             | 4              | 0                            |
| APLO2020 | dimanche 27 septembre 2020 | 21                              | 1         | 3             | 4              | 0                            |
| APLO2019 | dimanche 5 mai 2019        | 8                               | 1         | 3             | 3              | 1                            |

### IOL
Les huit représentants japonais sélectionnés par l'APLO participeront aux IOL après une session de formation commune organisée par le comité d'organisation des JOL,. Les médailles individuelles seront attribuées à un tiers ou un quart du nombre total de participants, et seront distribuées dans un rapport d'environ 1:2:3 (or : argent : bronze). Des médailles sont décernées aux trois meilleures équipes de la compétition par équipes : en 2021, le Japon a été représenté par 61 joueurs et 16 équipes, et a remporté 3 prix des meilleures réponses, 12 médailles (3 or, 3 argent et 6 bronze), 12 prix des mentions honorables, et une personne a été intronisée au Hall of Fame en tant que médaillé consécutif.
| Compétition | Pays d'accueil     | Nombre de participants | Nombre de participants du Japon | Compétition individuelle     | Compétition individuelle | Compétition individuelle | Compétition individuelle | Compétition individuelle     | Compétition en équipe |
| Compétition | Pays d'accueil     | Nombre de participants | Nombre de participants du Japon | Prix des meilleures réponses | Prix d'or                | Prix d'argent            | Prix de bronze           | Prix des mentions honorables | Compétition en équipe |
| ----------- | ------------------ | ---------------------- | ------------------------------- | ---------------------------- | ------------------------ | ------------------------ | ------------------------ | ---------------------------- | --------------------- |
| IOL2022     | Île de Man         |                        |                                 |                              |                          |                          |                          |                              |                       |
| IOL2021     | Lettonie           | 216                    | 8                               | 2                            | 2                        | 1                        | 0                        | 2                            | 0                     |
| IOL2019     | Corée du Sud       | 209                    | 8                               | 0                            | 1                        | 0                        | 2                        | 1                            | 0                     |
| IOL2018     | République tchèque | 192                    | 8                               | 0                            | 0                        | 0                        | 1                        | 1                            | 0                     |
| IOL2017     | Irlande            | 172                    | 8                               | 0                            | 0                        | 1                        | 1                        | 2                            | 0                     |
| IOL2016     | Inde               | 167                    | 8                               | 1                            | 0                        | 0                        | 1                        | 2                            | 0                     |
| IOL2015     | Bulgarie           | 166                    | 8                               | 0                            | 0                        | 0                        | 1                        | 2                            | 0                     |
| IOL2014     | Chine              | 152                    | 8                               | 0                            | 0                        | 1                        | 0                        | 1                            | 0                     |
| IOL2013     | Royaume-Uni        | 138                    | 4                               | 0                            | 0                        | 0                        | 0                        | 0                            | 0                     |
| IOL2012     | Slovénie           | 131                    | 1                               | 0                            | 0                        | 0                        | 0                        | 1                            | -                     |
| Total       |                    |                        | 61                              | 3                            | 3                        | 3                        | 6                        | 12                           | 0                     |